# Alte Jülicher Straße (Düren)

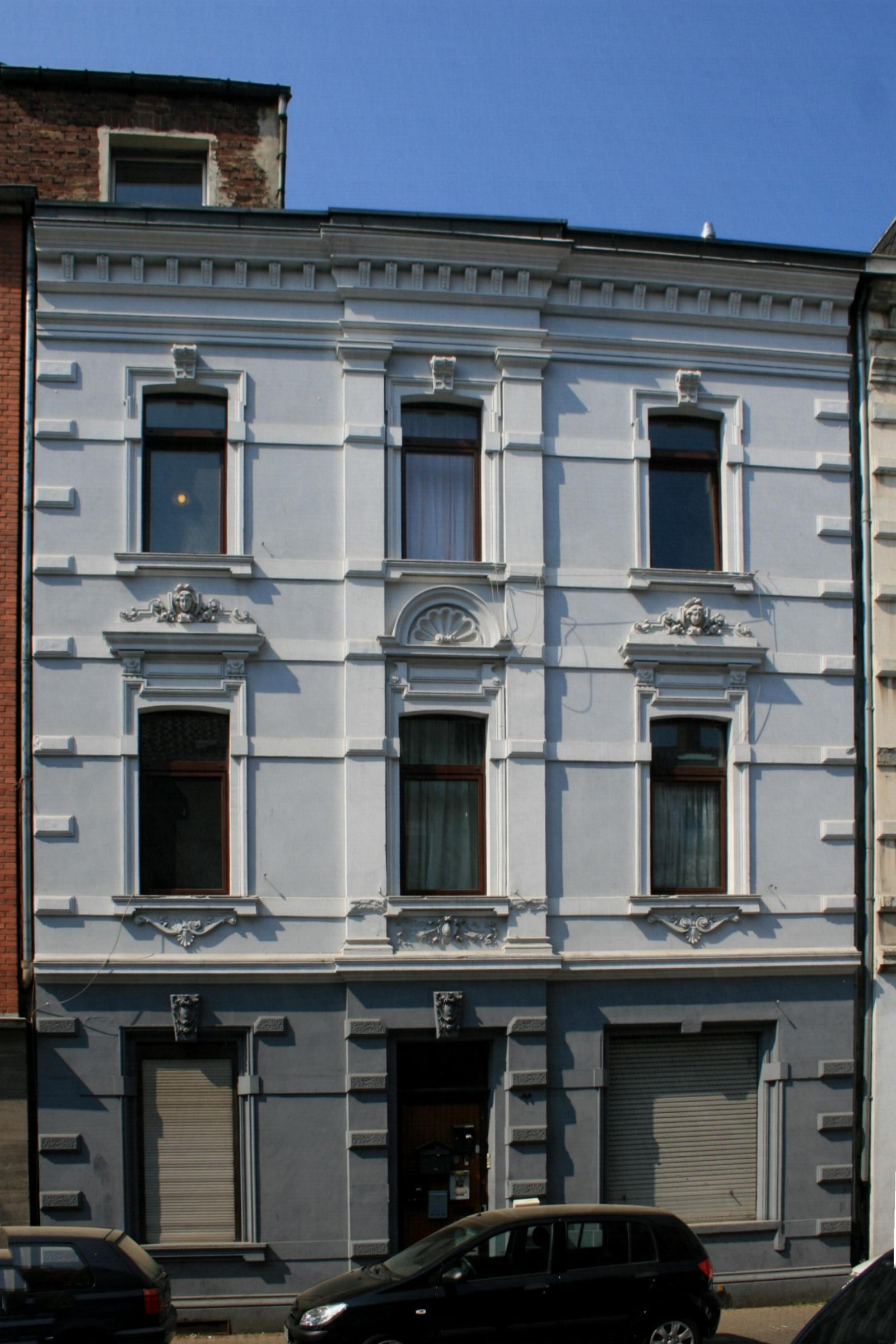
Das denkmalgeschützte Haus Nr. 11

Die Alte Jülicher Straße in der Kreisstadt Düren (Nordrhein-Westfalen) ist eine historische Innerortsstraße. Sie führt von der Josef-Schregel-Straße durch Düren-Nord nach Birkesdorf und endet an der Akazienstraße.
In der Straße gibt es zwei denkmalgeschützte Gebäude:
- Ehemaliges Werkstattgebäude Blindenanstalt Alte Jülicher Straße 64
- Wohnhaus Alte Jülicher Straße 11

## Geschichte
Die Alte Jülicher Straße ist ein uralter Weg, der ehemals den Stammsitz der Jülicher Grafen und Herzöge mit der Residenz in Nideggen verband. Zu dieser Zeit war die Nord-Süd-Achse der Stadt Düren durch das Wirteltor über den Hauptmarkt und durch die Oberstraße bestimmt. Auf dem Stadtplan von 1882 wird die Straße als nach Stammeln (Huchem-Stammeln) führend bezeichnet. 1881 wurde mit dem Straßenausbau begonnen.